# Список самых высоких зданий префектуры Киото
В списке приведены небоскрёбы префектуры Киото с высотой от 65 метров, основанные на стандартных измерениях высоты. Эта высота включает шпили и архитектурные детали, но не включает антенны радиовышек и башен.
| Рейтинг | Название                                    | Фото | Высота м | Этажи | Год  | Город     | Примечания |
| ------- | ------------------------------------------- | ---- | -------- | ----- | ---- | --------- | ---------- |
| -       | Киотская башня                              |      | 131      |       | 1964 | Киото     |            |
| 1       | Nidec Corporation Head Office Building      |      | 100.6    | 22    | 2003 | Киото     | [ 1 ]      |
| -       | NTT DoCoMo Kyoto Bill                       |      | 100      |       |      | Киото     |            |
| 2       | Kyocera здание штаб — квартиры              |      | 94.82    | 20    | 1998 | Киото     | [ 2 ]      |
| 3       | Murata Manufacturing здание штаб — квартиры |      | 83.0     | 18    | 2004 | Нагаокакё | [ 3 ]      |
| 4       | Kyoto Hotel Okura                           |      | 68.0     | 17    | 1994 | Киото     | [ 4 ]      |
| 5       | NTT Communications Kyoto Network Center     |      | 66.6     | 13    |      | Киото     | [ 4 ]      |